# Sabile
Sabile (deutsch: Zabeln) ist eine Kleinstadt mit knapp 1700 Einwohnern im Westen Lettlands in der historischen Landschaft Kurland am Fluss Abava. Im Jahre 2022 zählte sie 1269 Einwohner.

## Geschichte
Das Gebiet und der Burgberg waren von Kuren besiedelt.
Sabile wurde erstmals 1253 urkundlich erwähnt. Vom 14. Jahrhundert bis zum 16. Jahrhundert gehörte es zu einer Burg des Livländischen Ordens. Nach 1561 wurde der Ort als Teil des Herzogtums Kurland zu einem lokalen Zentrum für Handel und Handwerk.
In der 1567 errichteten lutherischen Kirche befinden sich die älteste Glocke Lettlands mit der eingeprägten Jahreszahl 1450 als Entstehungsdatum und die älteste Kanzel in Lettland aus dem Jahr 1592.
Das Mausoleum der Familie Brincken, der Eigentümer des Gutes Brincken-Pedwahlen (Briņķpedvāles muiža) in Brincken (Brinķi, Gemeinde Abava), wurde 1780 am linken Ufer der Abava hinter der Brücke über die Rambulīti erbaut. Es handelt sich um einen Rundbau mit einem Portikus aus vier Säulen. Die Architektur ist vom Übergang vom Barock zum Klassizismus bestimmt.
Von 1795 bis 1919 gehörte Sabile mit dem Herzogtum Kurland als Gouvernement Kurland zum Russischen Reich, danach zu Lettland.
Um 1890 waren 73 % der Bevölkerung jüdisch. Nach der Shoah im Zweiten Weltkrieg gab es keine jüdische Gemeinde mehr in Sabile. Die 1890 erbaute Synagoge wird heute als Konferenz-Saal genutzt.
Sabile wurde 1917 im Ersten Weltkrieg unter deutscher Besatzung zur Stadt erhoben.

## Sonstiges
- In Sabile soll sich der nördlichste Weinberg der Welt befinden, auf dem seit der Ordenszeit Wein kultiviert wird. Während der Sowjetzeit wurde der Weinberg nicht bewirtschaftet. 1989 wurde der Weinbau wieder aufgenommen. Der Weinberg hat eine Höhe von 33,7 m (115 m Seehöhe) und eine Gesamtanbaufläche von 1,5 ha.[2] Jährlich findet im Juli ein Weinfest statt. Die geringen Erträge des Weinbergs sind hauptsächlich für den lokalen Verbrauch bestimmt.[3]
- Etwa 11 km südlich von Sabile, in Matkule (deutsch: Mattkuln) befindet sich ein kleines Wintersportgebiet mit zwei Liften, Flutlichtanlage und Café.[4]

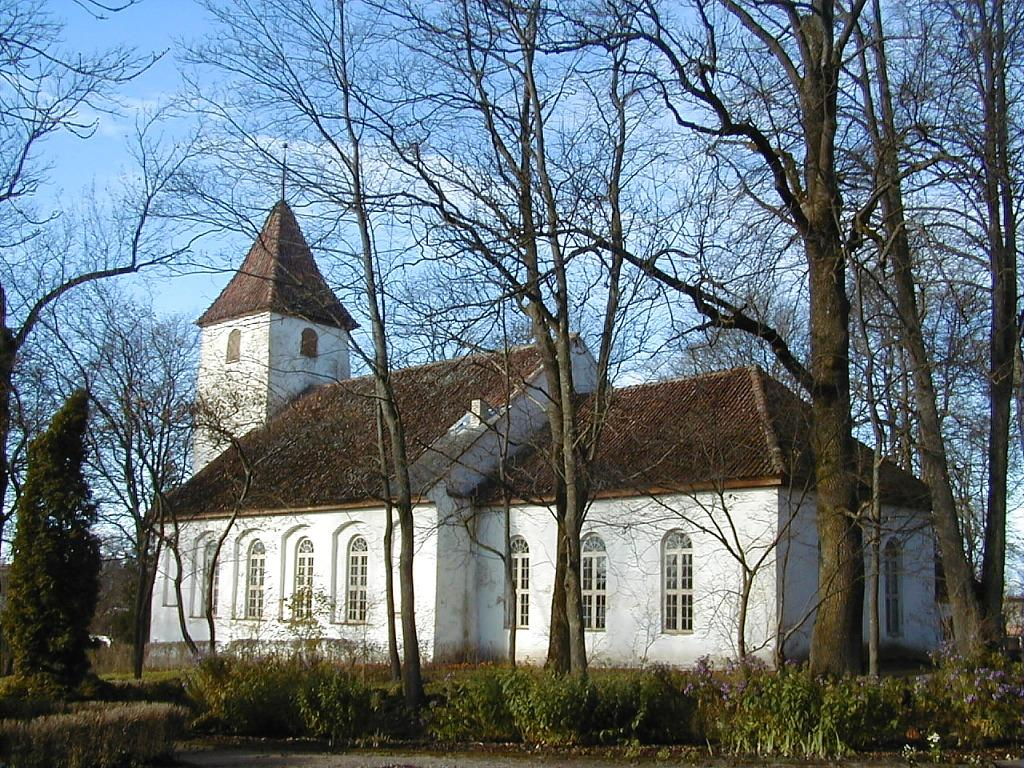
Evangelisch-lutherische Kirche Sabile
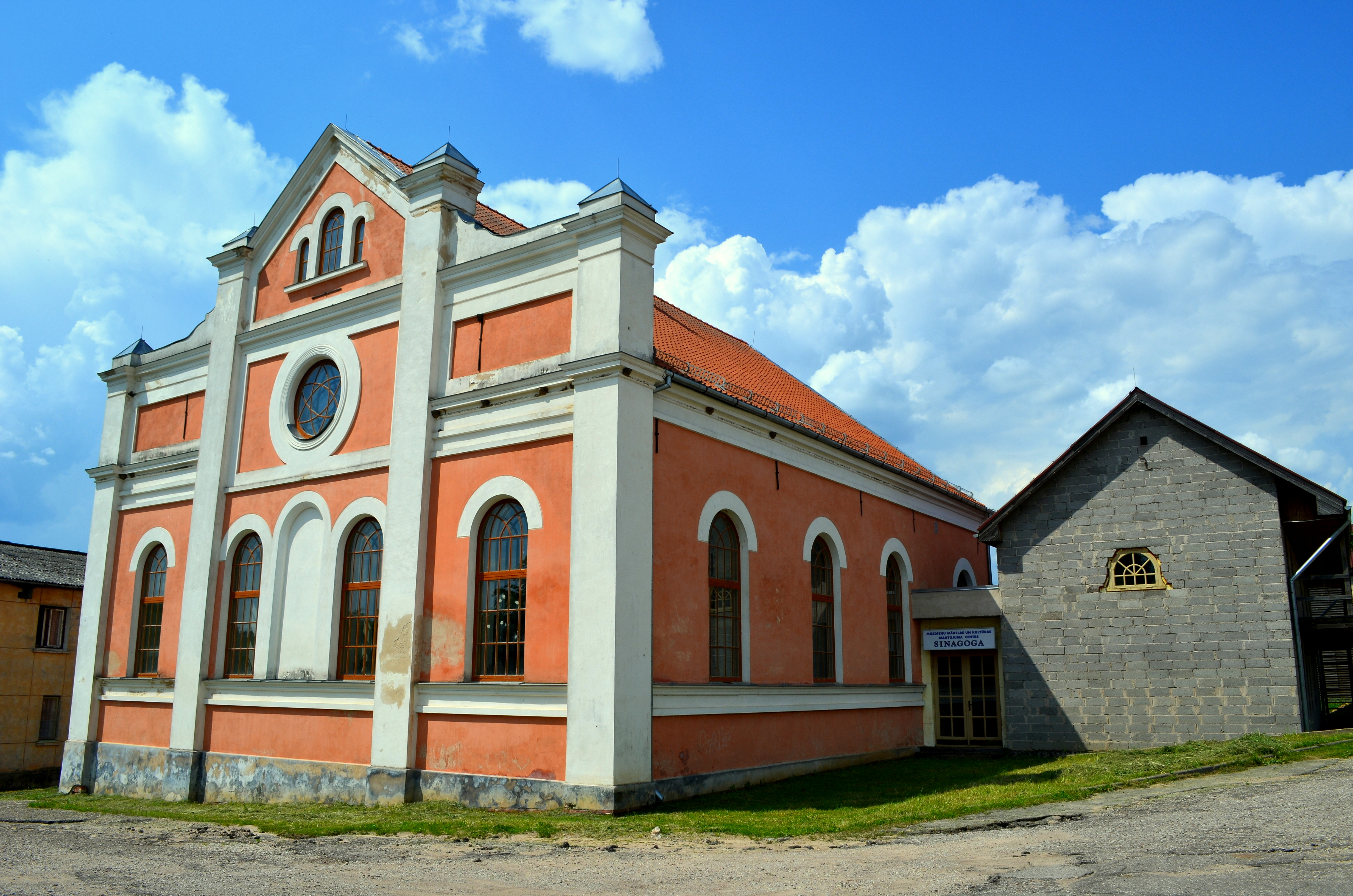
Ehemalige Synagoge von Sabile
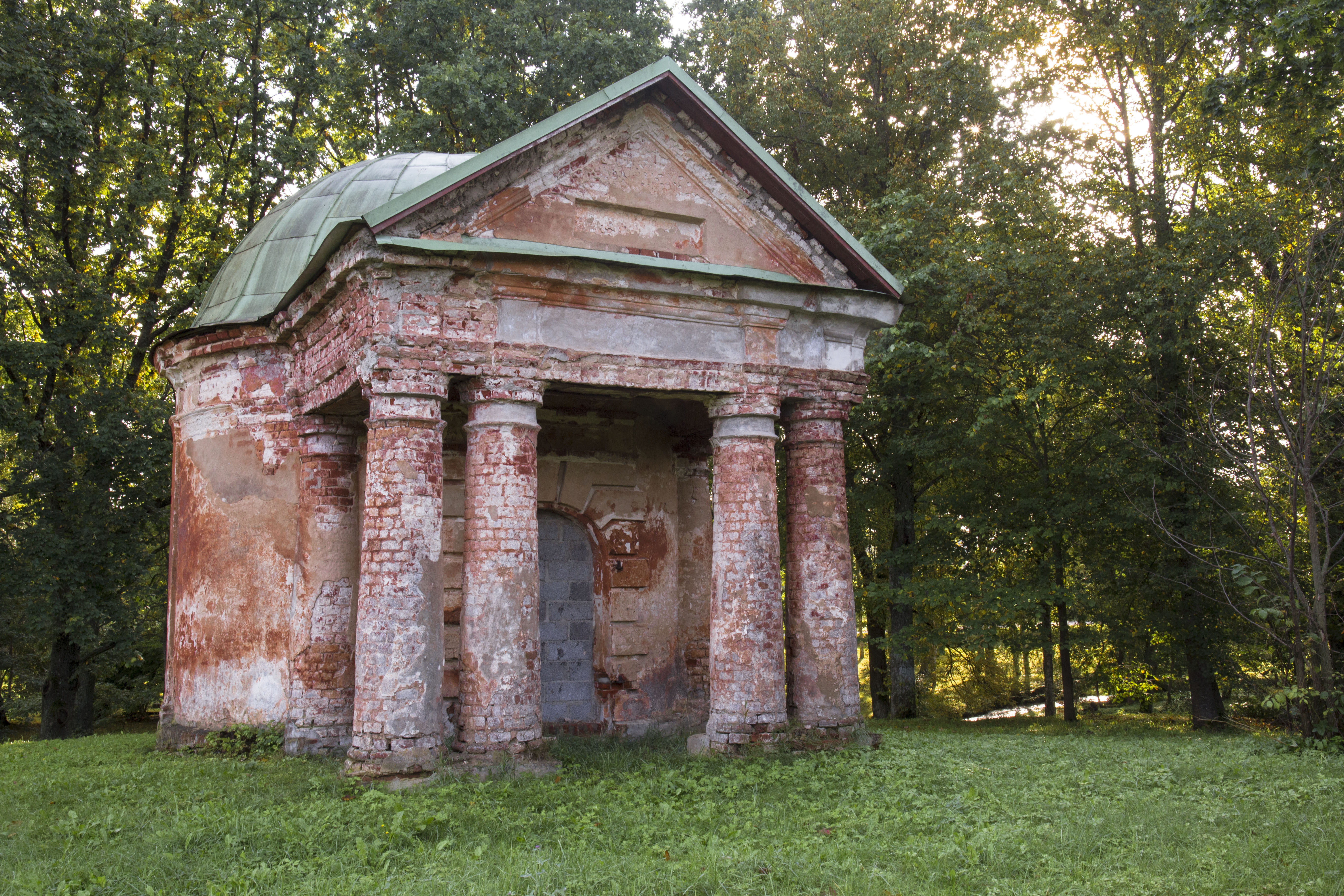
Brincken-Mausoleum
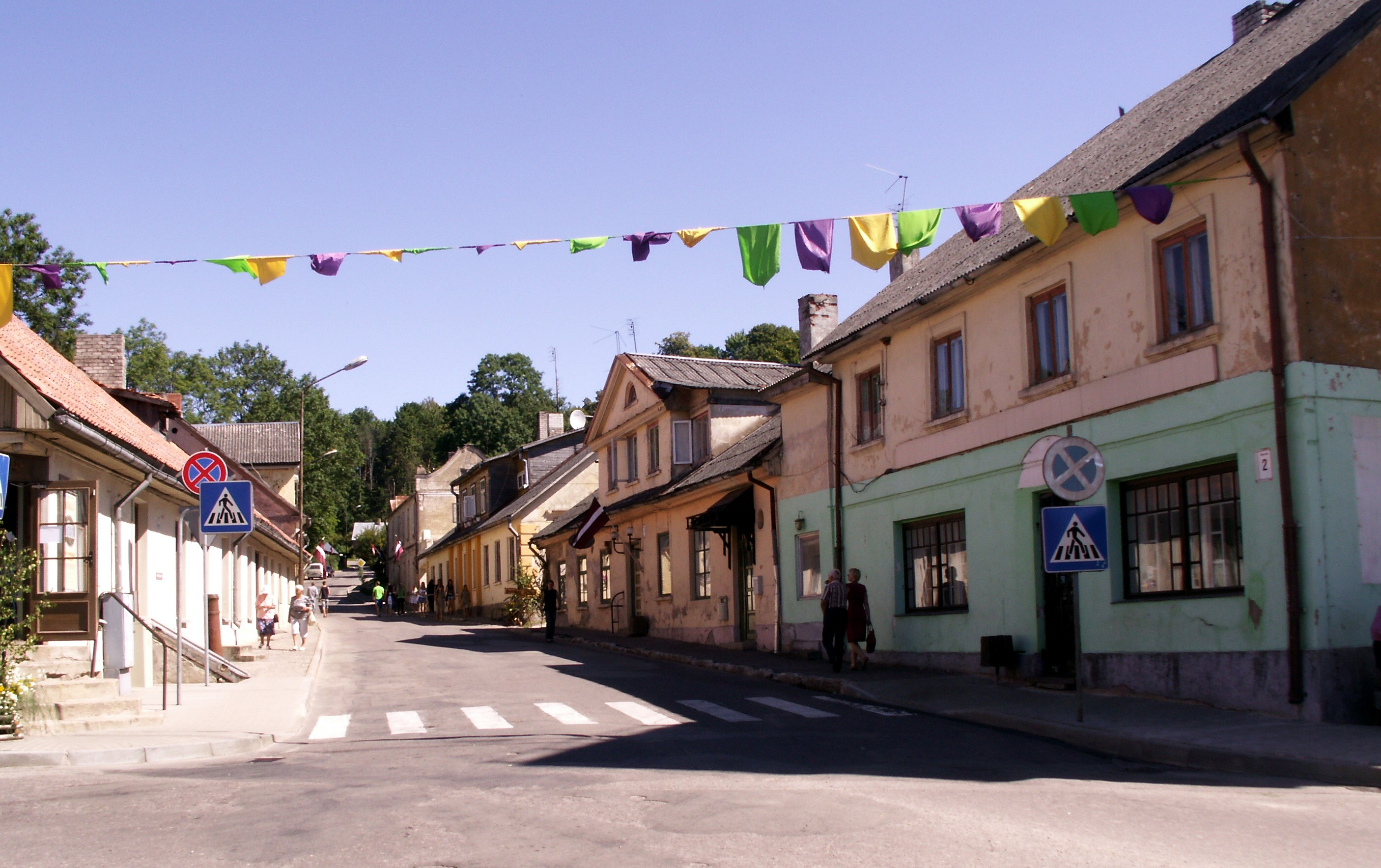
Talsu iela Sabilē
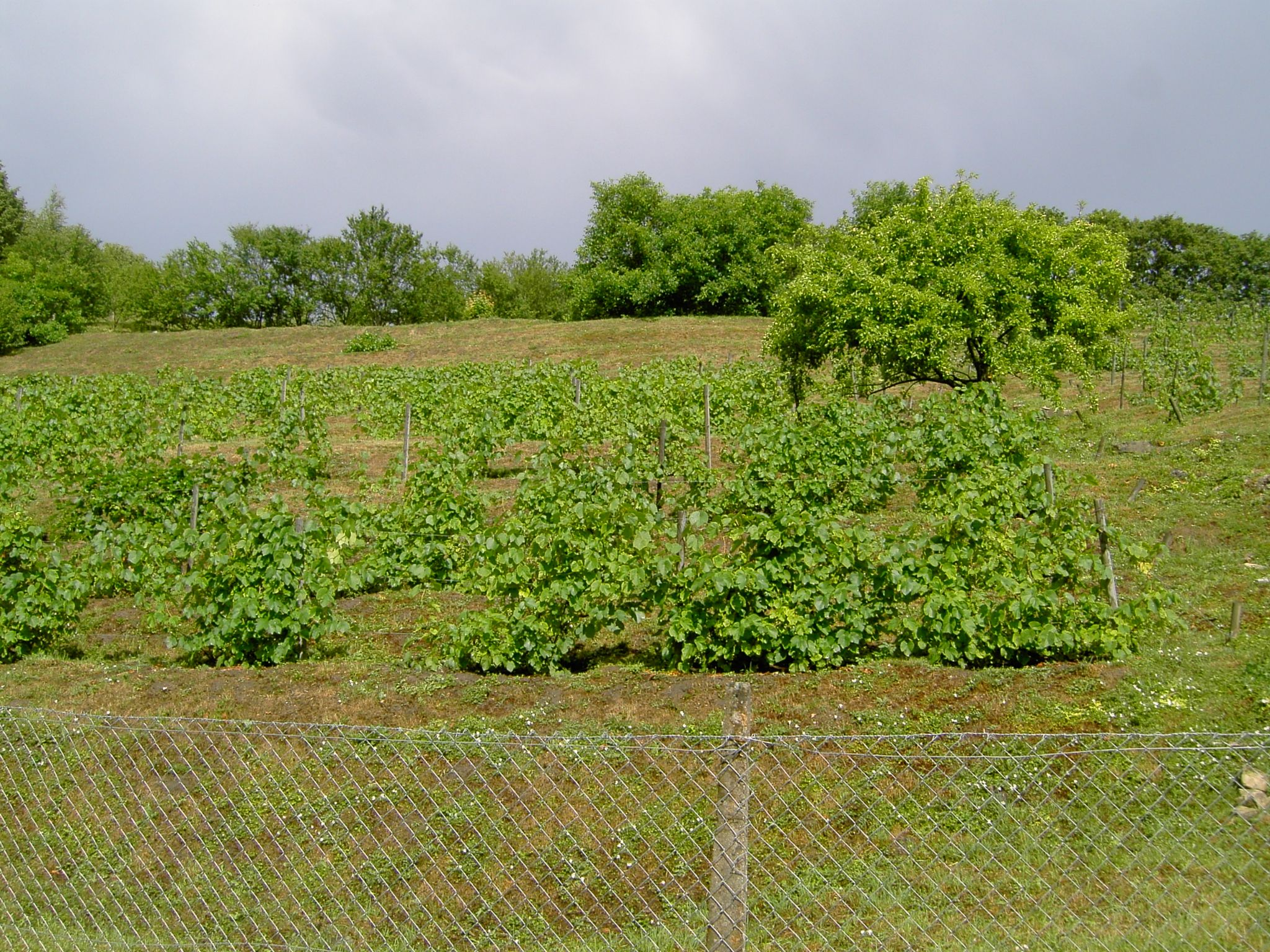
Weinberg von Sabile

## Persönlichkeiten
- Vom Gut Rinkuln bei Sabile stammte der deutsch-baltische Geograf Arved von Schultz (1883–1967).
- Erika Stiedry-Wagner (1890–1974), Schauspielerin, Sängerin und Rezitatorin
- Alberts Šeibelis (1906–1972), lettischer Fußballspieler und Autor deutschbaltischer Herkunft
- Otto Freiherr von Fircks (1912–1989), SS-Obersturmführer und CDU-Politiker, stammte aus Pedwahlen bei Sabile